# Campionati africani di atletica leggera 2016 - Getto del peso maschile
Il concorso del getto del peso maschile ai Campionati africani di atletica leggera di Durban 2016 si è svolto il 22 giugno 2016 al Kings Park Stadium.

## Programma
| Data           | Ora | Turno  |
| -------------- | --- | ------ |
| 22 giugno 2016 |     | Finale |

## Risultati

### Finale
| Class   | Atleta              | Nazione        | Risultati | Note |
| ------- | ------------------- | -------------- | --------- | ---- |
| Oro     | Jaco Engelbrecht    | Sudafrica      | 20.00     |      |
| Argento | Franck Elemba       | Rep. del Congo | 19.89     |      |
| Bronzo  | Stephen Mozia       | Nigeria        | 19.84     |      |
| 4       | Oghenakpobo Efekoro | Nigeria        | 19.57     |      |
| 5       | Orazio Cremona      | Sudafrica      | 19.15     |      |
| 6       | Mohamed Magdi Hamza | Egitto         | 19.00     |      |
| 7       | Yao Adantor         | Togo           | 17.98     |      |
| 8       | Burger Lambrechts   | Sudafrica      | 17.79     |      |
| 9       | Bernard Baptiste    | Mauritius      | 16.71     |      |
| 10      | Zegeye Moga         | Etiopia        | 14.58     |      |
| 11      | Georgio Vahoua      | Costa d'Avorio | 14.50     |      |
| 12      | Charlton Rickerts   | Namibia        | 10.58     |      |
| dns     | Luccioni Mve        | Gabon          | dns       |      |
| dns     | Enock Ngwenya       | Zimbabwe       | dns       |      |